# Luci Meneni Lanat (cònsol 440 aC)
Luci Meneni Lanat (en llatí: Lucius Menenius T. f. Agr. n. Lanatus) va ser un magistrat romà. Era fill de Tit Meneni Lanat, cònsol l'any 477 aC, i net d'Agripa Meneni Lanat. Formava part de la gens Menènia, d'origen patrici.
Va ser elegit cònsol l'any 440 aC juntament amb Pròcul Gegani Macerí. Durant el seu govern hi va haver un període de fam a Roma i es va crear la figura del praefectus annonae. El primer que va exercir el càrrec va ser Luci Minuci Augurí, però encara va poder evitar la lluita entre els patricis i Espuri Meli, un enfrontament que va tenir lloc l'any següent.
El seu germà Agripa Meneni Lanat també va ser cònsol.